# 和菓子ファクトリー
和菓子ファクトリー （わがしファクトリー）は、かつて千葉県市川市にあった会社。まんじゅう店「和ふ庵」をチェーン展開していた。

## 会社概要
株式会社ジャパンフードシステムから業務を引き継ぎ、大窪拓未が代表として気軽に饅頭を食べてもらうため、安価な価格の黒糖まんじゅうを店舗にて製造販売した。店名である「和ふ庵」の由来は「ふわっとした食感の饅頭を和みながら食べてほしい」という願いから名づけられた。
「元祖10円まんじゅう」と称していたが、他社でも「元祖10円饅頭」「元祖十円饅頭」等を名乗るところは多く確定的ではない。

## 店舗
- 14店舗あり、千葉県5店・東京都6店・茨城県2店・神奈川県1店。
- スタンプポイントカードは、千葉県松戸市内の3店舗のみ有効のカードとそれ以外の店舗で有効のカードの2種類があり、相互の利用はできなかった。
- 2011年4月で全店舗が閉店[1]。公式サイトは閉鎖されている。
- 本店跡にはダイヤモンドダイニング運営の洋菓子店「銀座カスタドール」が開店したが、2011年9月30日閉店した[2][3]。

## テレビ番組
- 日経スペシャル ガイアの夜明け されど激安 ～驚き価格を仕掛ける新勢力～（2007年5月15日、テレビ東京）[4] - 多くの消費者がリピーターになる品質の秘密を取材。